# Micromaeus hypocritidus
Micromaeus hypocritidus är en skalbaggsart som först beskrevs av Karl Jordan 1894.
Micromaeus hypocritidus ingår i släktet Micromaeus och familjen långhorningar. Inga underarter finns listade i Catalogue of Life.